# Sjorder

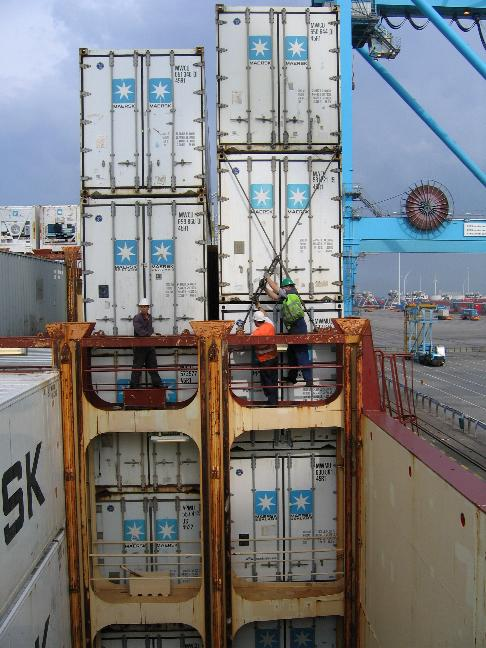
Sjorders aan het werk in Rotterdam

Sjorder is een beroep dat wordt uitgeoefend in zeehavens.
Het vak bestaat uit het deskundig vastzetten van alle voorkomende lading in schepen. Vroeger voornamelijk stukgoed met stophout. Tegenwoordig zetten sjorders containers met klemmen, spanners en stangen, sjorbanden en staaldraad vast. Deze hulpmiddelen worden meestal met Engelstalige benamingen aangeduid, zoals twistlocks, stackers en lashing rods. Het is een van de fysiek zwaarste beroepen in de haven.
In de sjorbedrijven van de Rotterdamse haven werken ca. 550–650 sjorders. De laatste twee sjorbedrijven - Matrans Marine Services en International Lashing Service (ILS) van respectievelijk Hans Vervat en Gerard Baks - zijn sinds 2018 gefuseerd.
Er bestaat een erkend diploma voor het beroep: 'assistent logistiek medewerker' (MBO-2 nieuw), dat via een ervaringscertificaat kan worden behaald.